# 745-й смешанный авиационный полк
745-й смешанный авиационный полк (745-й сап) — воинская часть Военно-воздушных сил (ВВС) Вооружённых Сил РККА, принимавшая участие в боевых действиях Великой Отечественной войны.

## Наименования полка
За весь период своего существования полк несколько раз менял своё наименование:
- 161-й истребительный авиационный полк
- 425-й истребительный авиационный полк
- 745-й истребительный авиационный полк
- 745-й смешанный авиационный полк

## Создание полка
745-й смешанный авиационный полк 10 мая 1942 года переформирован из 745-го истребительного авиационного полка в составе 4-й ударной авиационной группы ВВС Западного фронта в связи со включением в состав полка экипажей на самолётах У-2.

## Расформирование полка
745-й смешанный авиационный полк 19 февраля 1943 года был расформирован в составе ВВС 50-й армии Западного фронта.

## В действующей армии
В составе действующей армии:
- с 17 мая 1942 года по 19 февраля 1943 года.

## Командиры полка
нет данных

## В составе соединений и объединений
| Период        | Фронт (округ)  | армия      | дивизия                        | примечание                                  |
| ------------- | -------------- | ---------- | ------------------------------ | ------------------------------------------- |
| 10.05.1942 г. | Западный фронт | ВВС фронта | 4-я ударная авиационная группа | переформирован в смешанный авиационный полк |
| 10.05.1942 г. | Западный фронт | 50-я армия | ВВС 50-й армии                 | ЛаГГ-3, У-2                                 |
| 19.02.1943 г. | Западный фронт | 50-я армия | ВВС 50-й армии                 | ЛаГГ-3, У-2                                 |

## Участие в операциях и битвах
- авиационная поддержка войск 50-й армии - с 10 мая 1942 года по 19 февраля 1943 года

## Самолёты на вооружении
| Период                  | Самолёты |
| ----------------------- | -------- |
| 01.01.1942 — 19.02.1943 | ЛаГГ-3   |
| 10.05.1942 — 19.02.1943 | У-2      |